# خورشیدگرفتگی ۵ اوت ۱۸۰۴
خورشیدگرفتگی ۵ اوت ۱۸۰۴ (به انگلیسی: Solar eclipse of 5 August 1804) یک خورشیدگرفتگی از نوع خورشیدگرفتگی کلی بود. این خورشیدگرفتگی در تاریخ  ۵ اوت ۱۸۰۴ روی داد که زمان اوج آن، ساعت ۱۵:۵۷:۱۳ به‌وقت ساعت هماهنگ جهانی بوده‌است.  مدت‌زمان و طول این خورشیدگرفتگی ۰۱ دقیقه و ۲۰ ثانیه بود.